# Nueva Esperanza (Paraguai)
Nueva Esperanza é uma cidade do Paraguai, Departamento Canindeyú.

## Transporte
O município de Nueva Esperanza é servido pela seguinte rodovia:
- Caminho em rípio ligando o município a cidade de Ybyrarovaná
- Supercarretera Itaipu que liga o município a Ciudad del Este (Departamento de Alto Paraná.[1][2][3]